# دهستان رضوانیه
دهستان رضوانیه، یکی از دهستان‌های بخش مرکزی شهرستان تیران و کرون در استان اصفهان ایران است. براساس سرشماری مرکز آمار ایران در سال ۱۳۸۵، جمعیت آن ۴۳۰۳ نفر (۱۳۰۳ خانوار) بوده‌است.